# Oscularia deltoides
Espèce
Oscularia deltoides est une espèce de plantes de la famille des Aizoacées originaire d'Afrique du Sud.